# Bulbuc, Alba
Bulbuc este un sat în comuna Ceru-Băcăinți din județul Alba, Transilvania, România.

## Obiective turistice
- Rezervația naturală Piatra Tomii (1 ha).

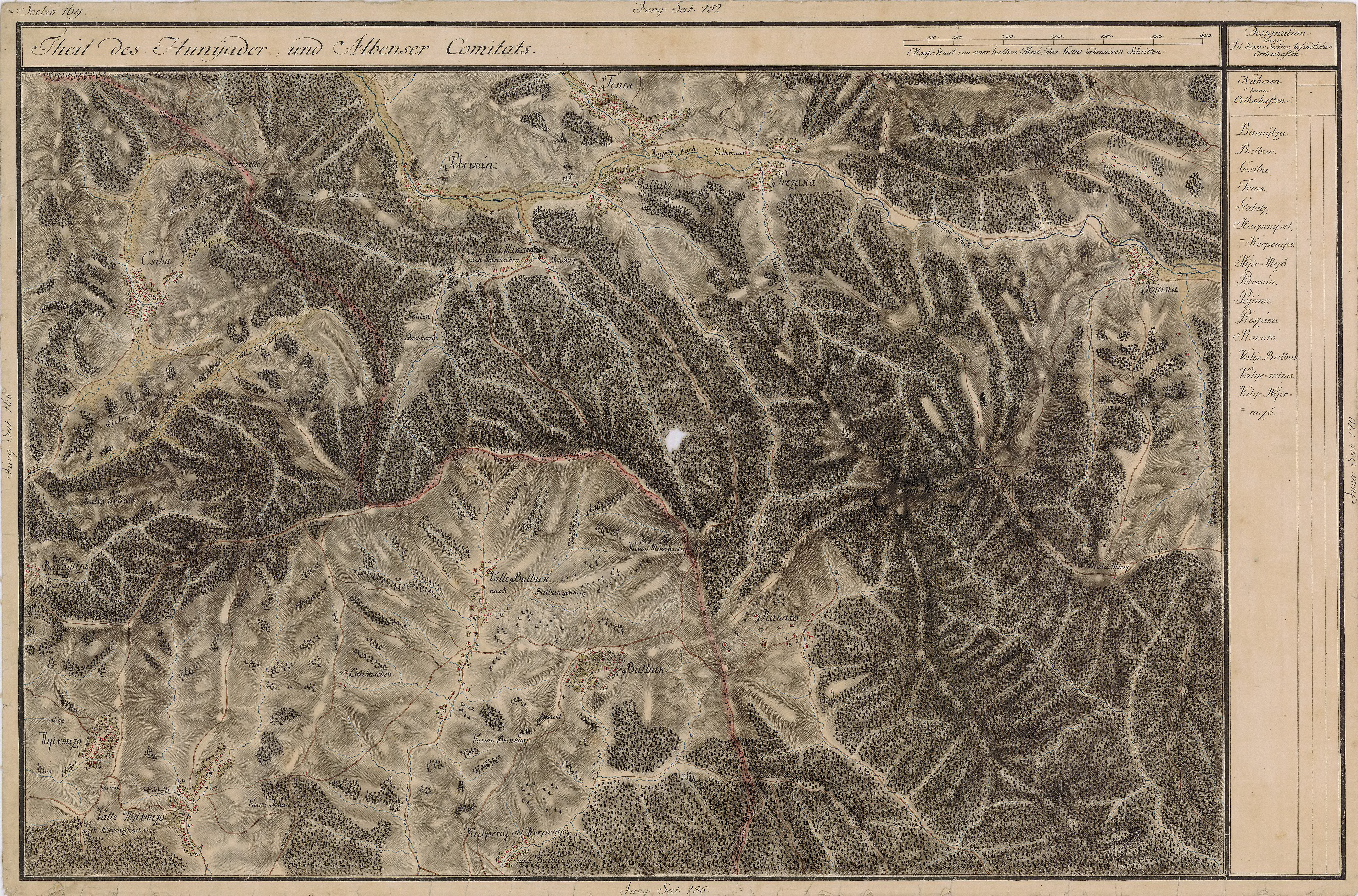
Bulbuc în Harta Iosefină a Transilvaniei, 1769-1773